# Смит, Уильям (моряк)

Смит и другие ранние экспедиции в Южном океане

Уильям Смит (англ. William Smith; 1790, Блит Нортамберленд — 1847) — английский мореплаватель, путешественник-исследователь, открывший Южные Шетландские острова и первым ступивший на антарктическую землю. Его открытие было первым, сделанным к югу от 60 ° южной широты, в нынешнем районе Договора об Антарктике.
Именем Смита назван один из островов Южной Шетландии и мыс на этом острове.

## Ранняя жизнь и ученичество
Согласно записям прихода Ирсдона, хранящимся в Музее Вудхорна, Уильям, старший сын Уильяма и Мэри Смит, был крещён в церкви Святого Катберта 10 октября 1790 года. У Смита был младший брат Томас и сестра Мэри, а его отец был столяром в Ситон-Слуис. В XVIII веке будущие моряки в возрасте четырнадцати лет начинали своё семилетнее ученичество в море. Согласно рассказу Джона Миерса об открытии, Уильям Смит провёл своё ученичество занимаясь «китобойным промыслом в Гренландии». Смит работал с Ричардом Сиддинсом, описанным историком Идой Ли как «…возможно, самым большим путешественником из всех, который дал так много информации о раннем Фиджи, и обрадовался, что он обслуживает миссию на борту своего корабля в гавани Сиднея».
К 1811 году Уильям Смит стал владельцем корабля «Уильямс», который строился в его родном Блиты. Судно грузоподъёмностью 215 тонн и вооружённое шестью 6-фунтовыми карронадами было закончено в 1813 году.

## Изучение Антарктиды
В 1819 году парусник «Уильямс», двигаясь из Буэнос-Айреса в Вальпараисо, сильно отклонился к юг обходя мыс Горн и пытаясь поймать правильные ветры. 19 февраля 1819 года капитан Уильям Смит увидел новую землю в 62 ° южной широты и 60 ° западной долготы, но не стал высаживаться на неё. Морские власти не поверили в его открытие, но в ходе последующей плавания 16 октября он высадился на самый большой из островов и обследовал его. Смит назвал открытый остров в честь короля Георга III, а архипелагу дал название Южные Шетландские острова в честь Шетландских островов, которые находятся к северу от Шотландии. В начале следующего, 1820 года, «Уильямс» был зафрахтован Королевским военно-морским флотом и отправлен с лейтенантом Эдвардом Брансфилдом на борту, чтобы осмотреть вновь открытые острова, открыв также Антарктический полуостров в этом процессе..